# Universiteit van Georgetown

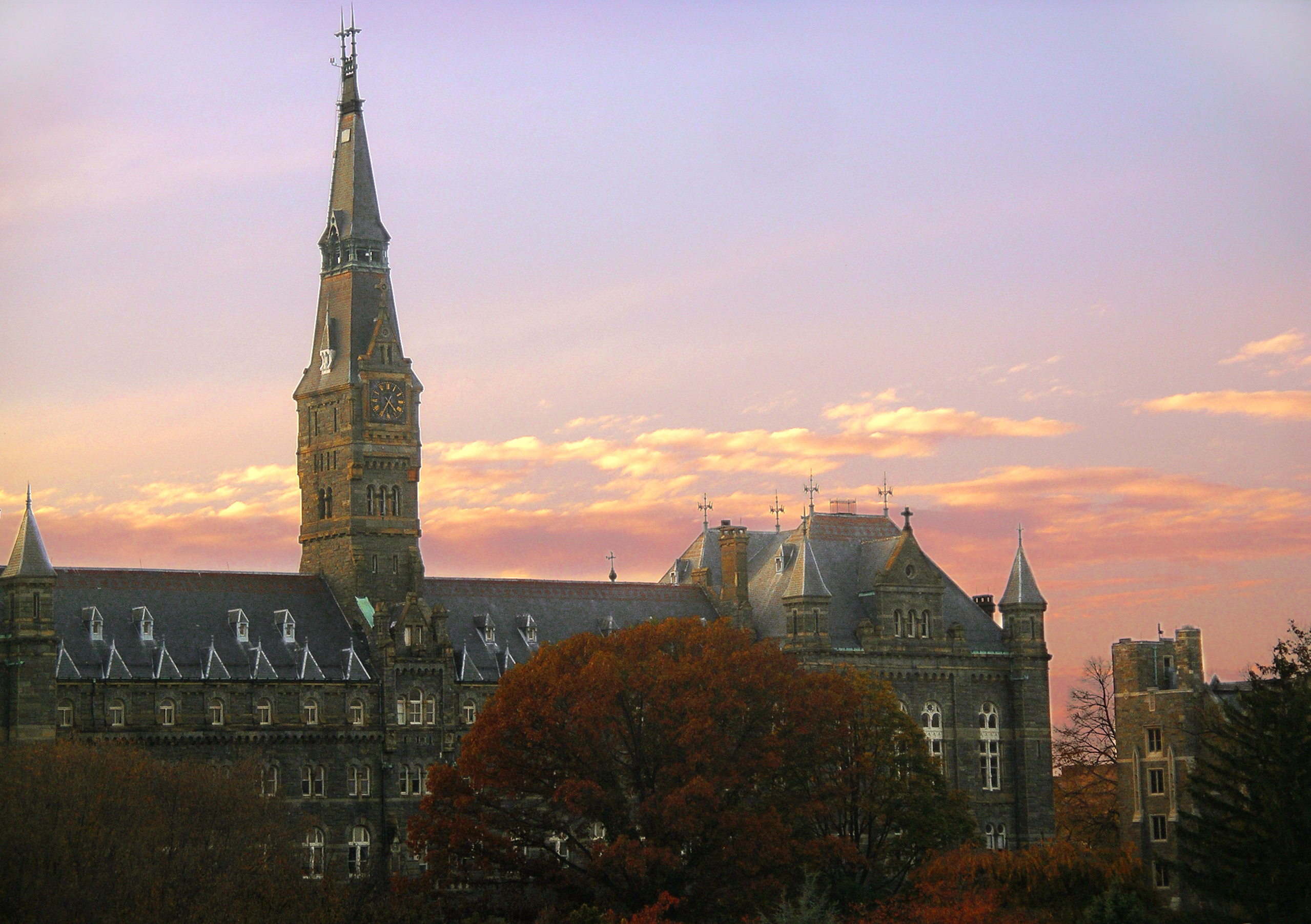
Het hoofdgebouw (Healy Hall) voor zonsondergang

De Universiteit van Georgetown is een katholieke universiteit in het stadsdeel Georgetown van de hoofdstad Washington die in 1789 werd opgericht. Het is de oudste universiteit van katholieke oorsprong in de Verenigde Staten. De initiatiefnemer was de in 1773 naar de VS gereisde jezuïet John Carroll (1736-1815), hoewel hij zelf nooit aan de universiteit doceerde of een functie bekleedde.
Aan de universiteit studeren 13.000 studenten en de drie campussen tellen 1500 personeelsleden.

## Competitie
Met een aannemingspercentage van 11,78% in 2020 is de universiteit een van de meest selectieve universiteiten van de Verenigde Staten. Volgens statistieken overwegen studenten die voor Georgetown kiezen over het algemeen zich aan te melden bij universiteiten als Boston College, de Universiteit van Chicago, de Universiteit van Notre Dame, College of William and Mary, Harvard-universiteit, de Universiteit van Pennsylvania, Duke University of de Universiteit van Virginia. Volgens The Princeton Review was Georgetown in 2011 de op één na beste universiteitsstad.

## Faculteiten
Georgetown University is vooral bekend om de volgende onderdelen:
- Georgetown University Law School
- Edmund A. Walsh School of Foreign Service
- McDonough Business School

## Campus
De hoofdcampus van de Universiteit van Georgetown is gelegen op een heuvel aan de rivier de Potomac, uitkijkend over Washington en Noord-Virginia. De campus bestaat uit met klimop begroeide gebouwen omgeven door fonteinen, veel bloemen en oude bomen. De hoofdcampus is ongeveer 400.000 m² groot. De universiteit telt meer dan 58 gebouwen, studentenhuizen voor meer dan 80% van de studenten en sportfaciliteiten. Eind 2003 werd de zuidwestelijke Quadrangle afgemaakt. Dit project bracht nieuwe studentenwoningen, een groot cafetaria, een ondergrondse parkeergarage en nieuwe jezuïetenwoningen naar de campus.

## Docenten
Docenten van de Universiteit van Georgetown zijn of waren onder anderen oud-politici en bedrijfsleiders. Dit zijn onder anderen de oud-CIA-directeur George Tenet, oud-nationaal veiligheidsadviseur Anthony Lake, oud-minister Madeleine Albright, ambassadeur Jeane Kirkpatrick, oud-ambassadeur Robert Gallucci en oud-minister-president van Spanje José María Aznar.

## Sport

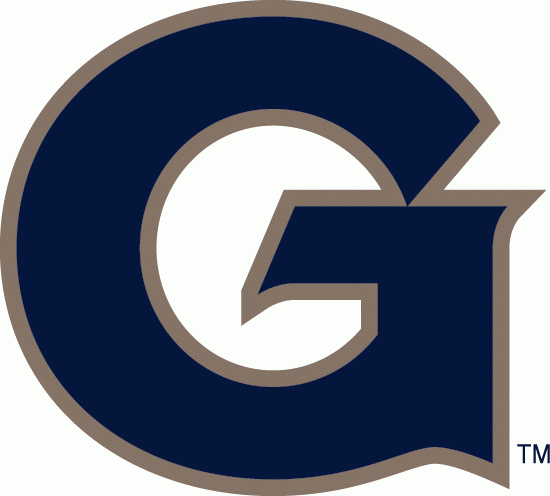
Het logo van Georgetown Athletics

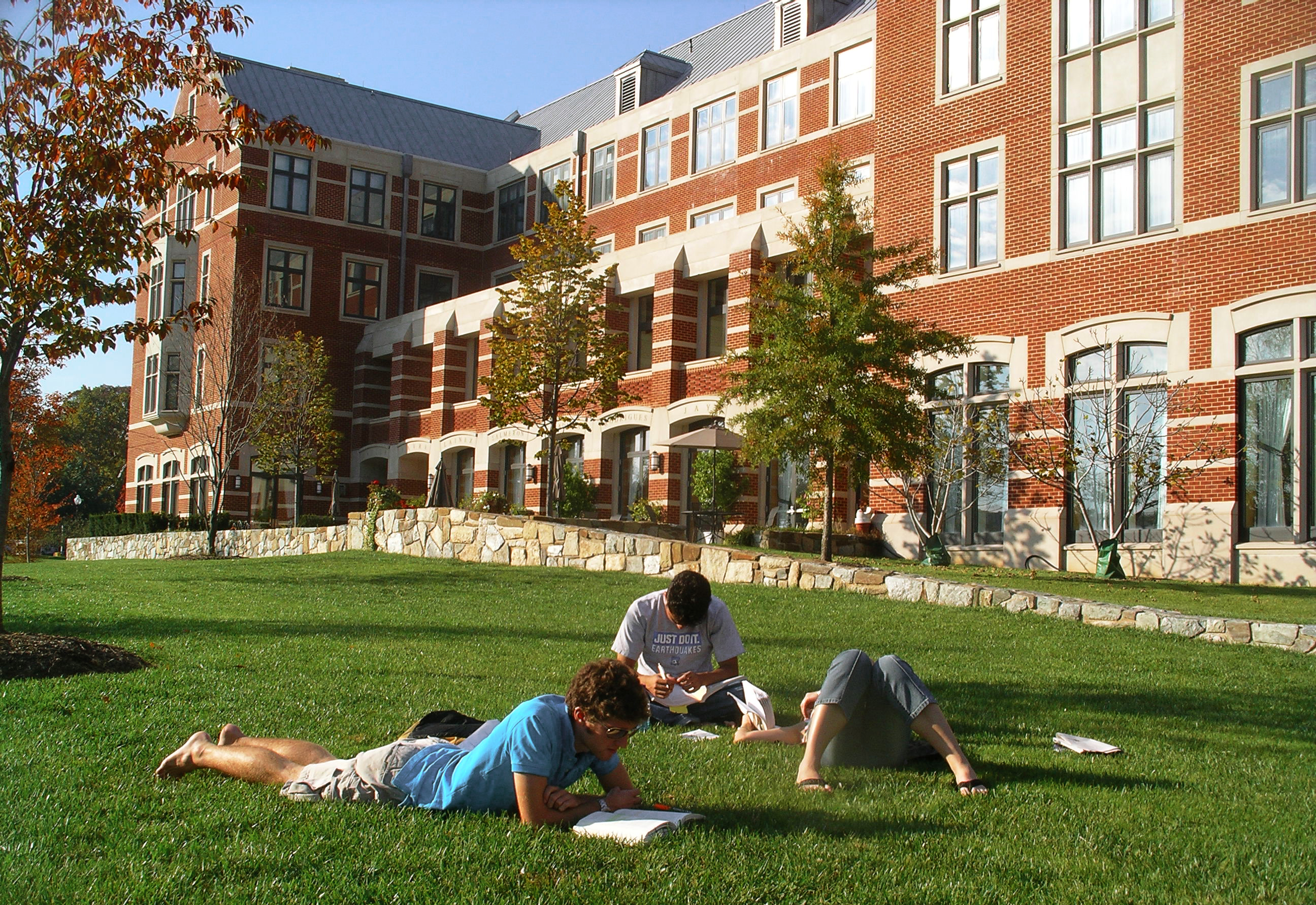
Studerende studenten voor Wolfington Hall

De sportteams van de universiteit heten de Hoyas. Lang geleden bedachten studenten klassieke talen de kruising van Grieks en Latijn "Hoya Saxa" (Hoia is Grieks voor 'wat (een)', en saxa is Latijn voor 'stenen'). Hiermee werd gerefereerd aan de verdediging van het Americanfootballteam en aan de stenen muur die om de campus heen liep. Toen in 1920 de universiteitskrant The Hoya werd opgericht, waren de sportteams nog genaamd de "Hilltoppers". Schrijvers voor de universiteitskrant begonnen de teams de "Hoyas" te noemen. De lokale media namen dit over en uiteindelijk werd de naam officieel aangenomen.
De mascotte van de sportafdeling van de universiteit is "Jack the Bulldog". De universiteit neemt deel aan de eerste divisie van de NCAA. De onderwijsinstelling heeft herenteams in onder meer honkbal, basketbal, American football, golf, lacrosse, voetbal, zwemmen en duiken, tennis en atletiek. Damesteams zijn er in onder meer basketbal, hockey, golf, lacrosse, voetbal, zwemmen and duiken, tennis, atletiek en volleybal. Er is ook een gemengd zeilteam.
Het herenbasketbalteam is het succesvolste en bekendste sportteam van de universiteit.